# Marc Pichelin
Marc Pichelin (né en 1967) est un artiste français connu pour ses activités d'éditeur et scénariste de bande dessinée français (il a co-fondé en 1991 la maison d'édition alternative Les Requins Marteaux et est le scénariste attitré de Guillaume Guerse) ainsi que pour ses activités de musicien expérimental.

## Publications
- José, avec Guillaume Guerse, Les Requins Marteaux, coll. « Bédérisoire », 2 vol., 1992-1993.
- ...et ainsi fait, avec Katou, Les Requins Marteaux, coll. « Bédérisoire », 1993.
- Radio Nuit, avec Katou, Les Requins Marteaux, coll. « Carrément », 1996.
- On est tous des touristes quelque part, avec Guillaume Guerse, Les Requins Marteaux, coll. « Bédérisoire », 1996.
- Le Journal de Robert Conrad, avec Guillaume Guerse, Les Requins Marteaux, coll. « Comix », 1997.
- Opération Disco, avec Guillaume Guerse, Treize étrange, 1999.
- Le Poulpe t. 3 : Les Pis rennais (d'après Pascal Dessaint), avec Guillaume Guerse, 6 Pieds sous terre, coll. « Céphalopode », 2000.
- C'est pas tous les jours fête, avec Guillaume Guerse, Les Requins Marteaux, 2000[2].
- Amour nuit et jour, avec Gérard Marty, Les Requins Marteaux, coll. « Rouille », 2000[3].
- Les Losers sont des perdants, avec Guillaume Guerse, Audie, coll. « Fluide glacial », 2001.
- Les nuits sont blanches pour tous, avec Guillaume Guerse, Les Requins Marteaux, coll. « Nickel-Chrome », 2001[4].
- Amour, Sexe et Bigorneaux, avec Guillaume Guerse, Les Requins Marteaux, 2 vol., 2003-2007.
- Long courrier, avec Guillaume Guerse, 6 Pieds sous terre, 2011.
- Foutoir, avec Guillaume Guerse, Les Requins Marteaux, coll. « Centripète », 2011.
- Les Vermines : Le Retour de Pénélope, avec Guillaume Guerse, Les Requins Marteaux, 2014.
- Lost on the Lot, avec Guillaume Guerse, Les Requins Marteaux, 2016.
- Ratiche avec : Louise Collet, Bob, Guillaume Guerse, Graphique Terreur, 2024.